# Cathédrale Saint-Jude d'Iqaluit
La cathédrale Saint-Jude (anglais : St. Jude's Cathedral) est la cathédrale anglicane  du diocèse de l'Arctique (en), située à Iqaluit, dans le territoire du Nunavut, au Canada. Elle est le siège du diocèse anglican qui est, territorialement, le plus étendu au monde.

## Histoire
La cathédrale est dédiée à saint Jude, l'un des Douze Apôtres.
Une première cathédrale est construite en 1972 à partir de plans conçus par l'architecte Ronald Thom (en). Reprenant les formes d'un igloo, le bâtiment se démarque par sa structure en dôme et sa couleur blanche. Pour cette raison, il est surnommé « Igloo Church » par les habitants. Après un incendie survenu en novembre 2005, il est détruit en juin 2006.
Une nouvelle cathédrale, reprenant une architecture similaire à l'ancienne, est érigée en 2012.

## Galerie

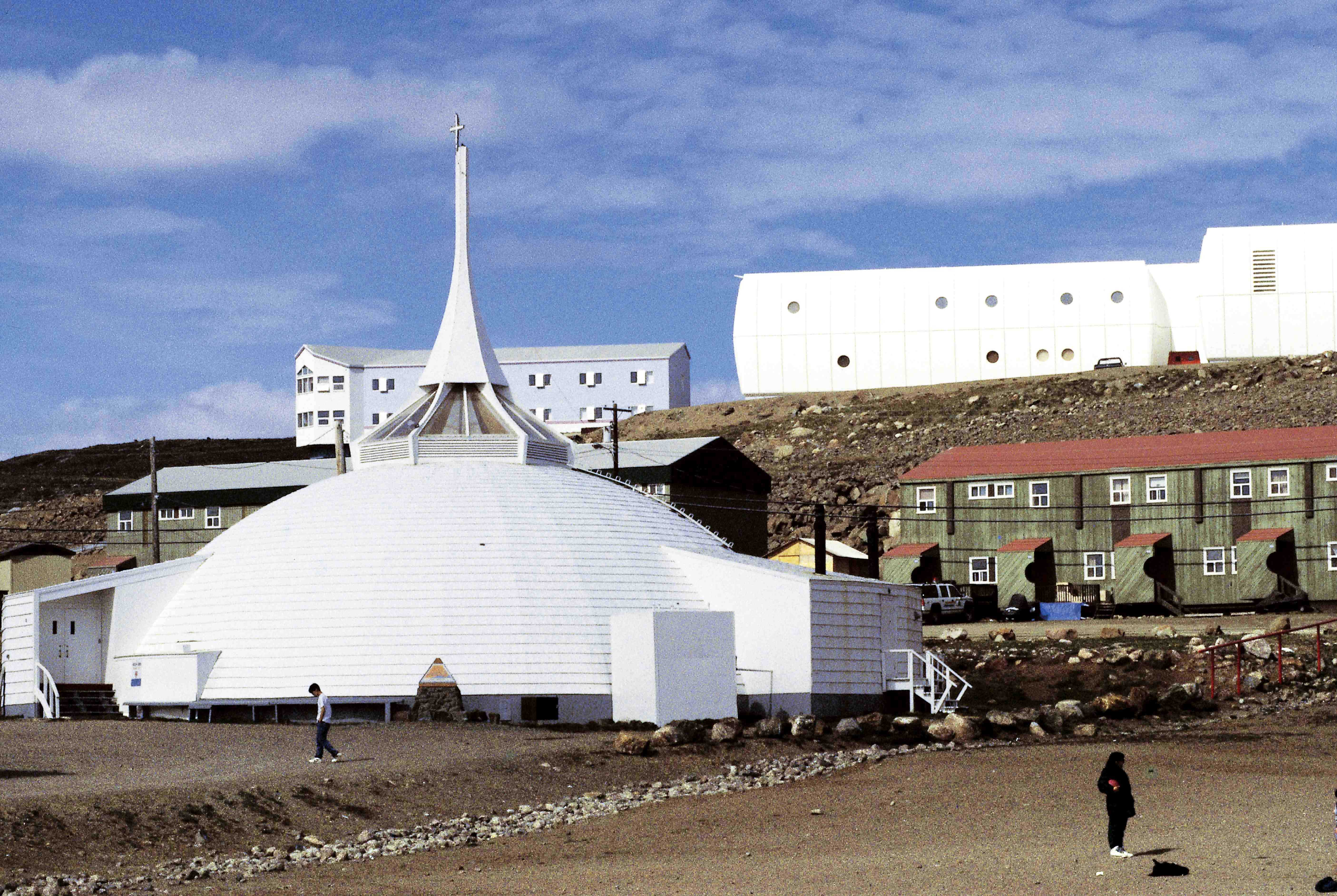
Vue extérieure de la première cathédrale, en 1995.
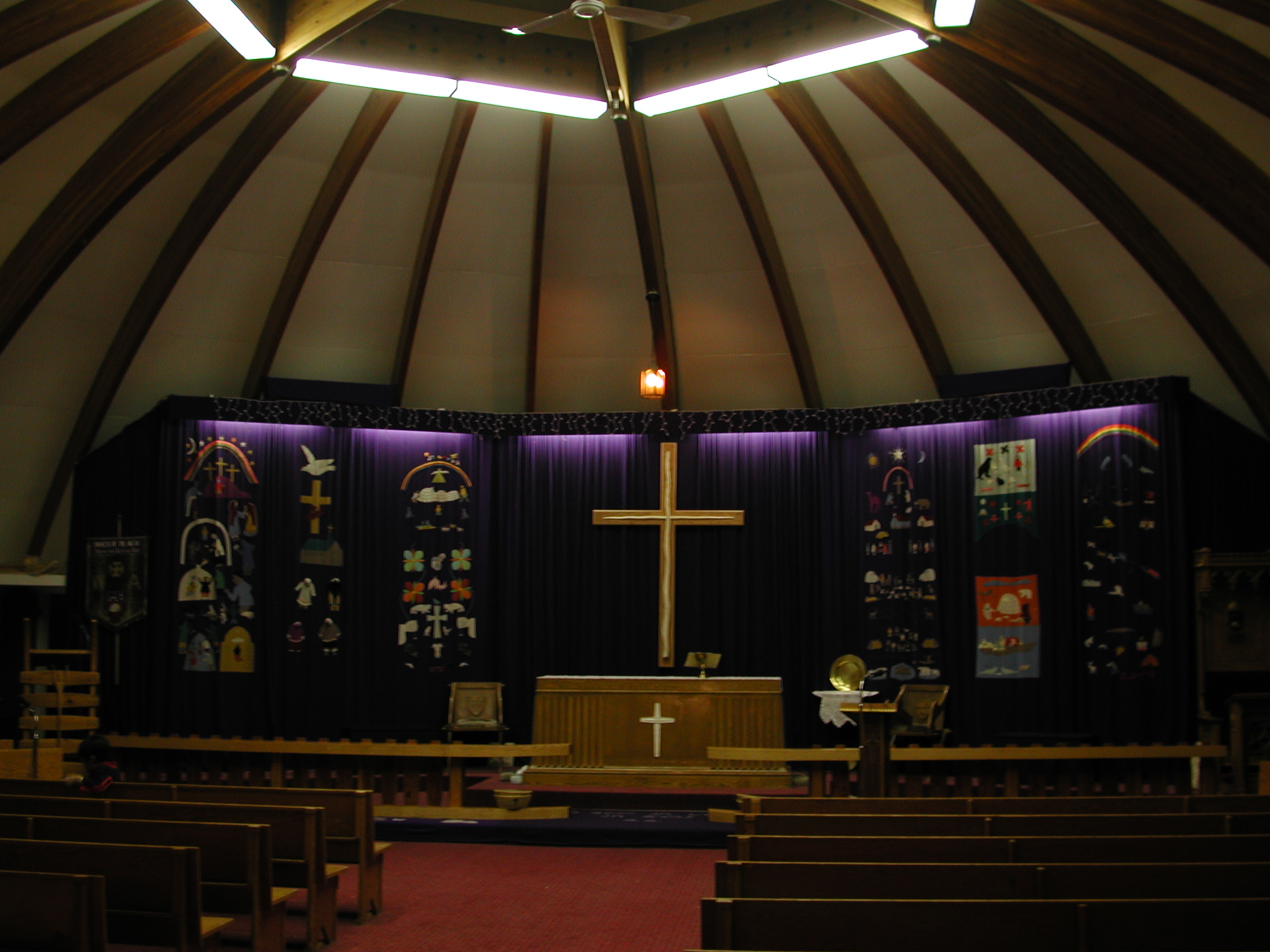
Vue intérieure de la première cathédrale, en 2001.

## Sources
- (en) Cet article est partiellement ou en totalité issu de l’article de Wikipédia en anglais intitulé « St. Jude's Cathedral (Iqaluit) » (voir la liste des auteurs).